# Cosette
 (octobre 2021).
Pour les articles ayant des titres homophones, voir Cozette et Causette.
Cet article possède un paronyme, voir Sarcosette.
Cosette, surnom d'Euphrasie, est l'un des personnages du roman de Victor Hugo, Les Misérables (1862).
Son nom est devenu synonyme d'enfant maltraitée, exploitée par des adultes, notamment pour les tâches domestiques. Par antonomase, on parle d'une Cosette pour désigner une personne présentant ces caractéristiques.

## Biographie du personnage

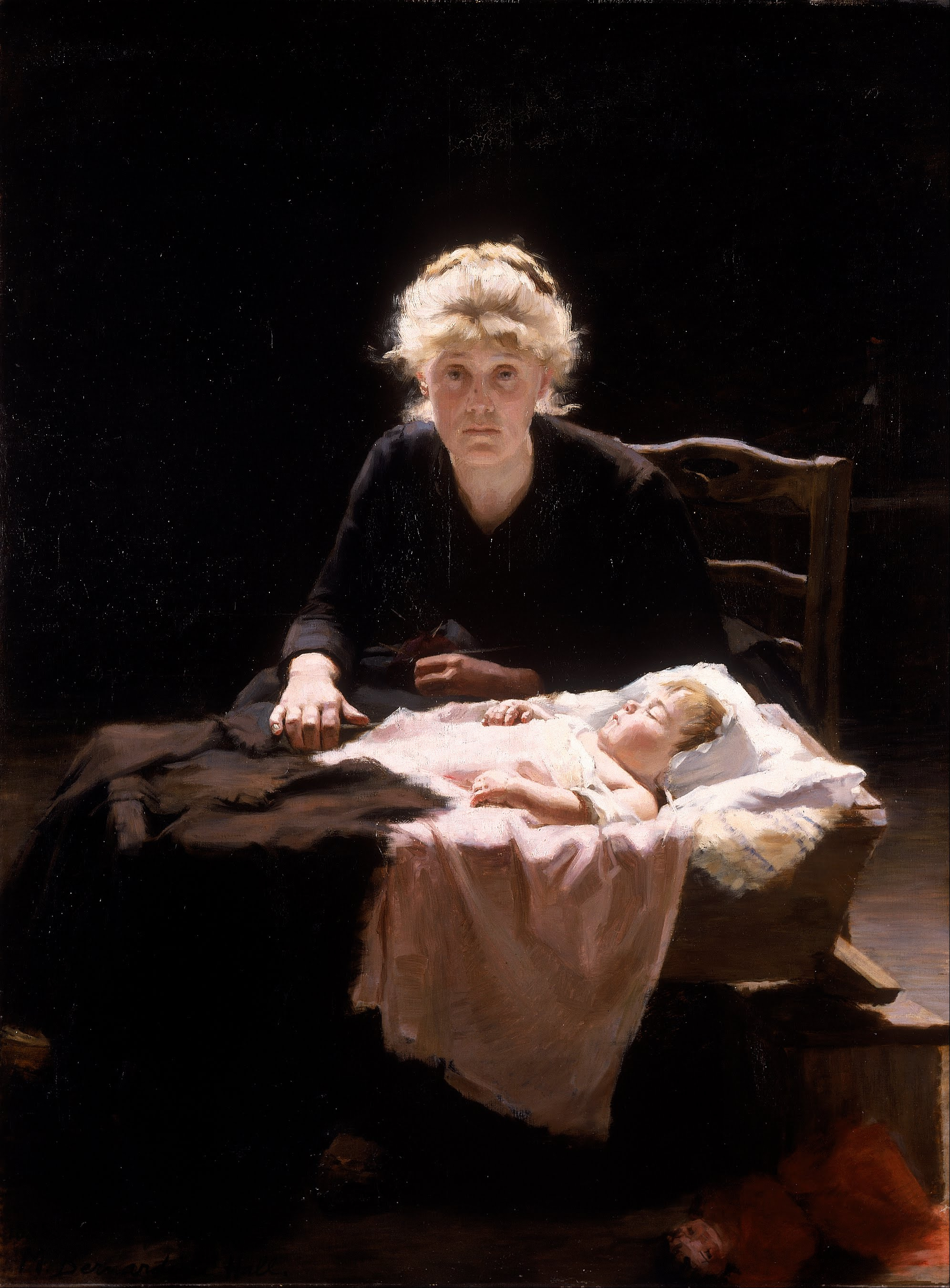
Tableau représentant Fantine, par Margaret Bernardine Hall

De son vrai nom Euphrasie, Cosette est la fille naturelle que Fantine eut après sa romance en 1815 avec Félix Tholomyès, « l'antique étudiant vieux ; il était riche. […] Un viveur de trente ans, mal conservé », issu d'une famille provinciale. Fantine est abandonnée par Tholomyès à Paris en août 1817 alors que « c’était [...] son premier amour ; elle s’était donnée à ce Tholomyès comme à un mari, et la pauvre fille avait un enfant. ». Pour subvenir aux besoins de son enfant, elle doit travailler et, pour cela, décide de regagner sa ville natale, Montreuil-sur-Mer, en mai 1818. Mais, pour trouver du travail, elle doit se séparer de Cosette, car, à l'époque, une mère célibataire était rejetée par la société. Sur son chemin en direction de Montreuil, et dans l'urgence, elle confie naïvement Cosette à un couple d'aubergistes du village de Montfermeil, les Thénardier, qui s’avèrent être des individus de la pire espèce. Ils vont être odieux avec l'enfant, qu'ils traitent comme leur domestique, tout en exigeant toujours plus d'argent de Fantine qui a été embauchée comme ouvrière dans la fabrique de verroterie créée par Monsieur Madeleine (alias Jean Valjean) à Montreuil en 1816.
Devant le lit où Fantine expire en février 1823, Jean Valjean, devenu maire de Montreuil, fait la promesse à la morte de s'occuper de Cosette : « Que pouvait dire cet homme qui était réprouvé, à cette femme qui était morte ? ». Mais, après avoir été emprisonné le même mois pour s'être dénoncé afin de disculper un innocent en lequel le policier Javert croit reconnaître Jean Valjean, il s'évade en novembre 1823 et n'arrive chez les Thénardier à Montfermeil que dans la soirée du 24 décembre 1823. Il ne peut soustraire Cosette à leurs griffes qu'en la leur achetant. La vie de la fillette se trouve transformée et elle passe paisiblement le reste de son enfance dans un couvent de Paris où Jean Valjean devient jardinier au début de l'année 1824.
Cosette et Jean Valjean quittent le couvent en octobre 1829 et emménagent dans l'une des trois maisons que Jean Valjean a louées dans Paris, celle située rue de l'Ouest, près du Jardin du Luxembourg. Cosette, âgée de quinze ans en 1831, est devenue très jolie : « C'étaient d'admirables cheveux châtains nuancés de veines dorées, un front qui semblait fait de marbre, des joues qui semblaient faites d'une feuille de rose, un incarnat pâle, une blancheur émue, une bouche exquise d'où le sourire sortait comme une clarté et la parole comme une musique, une tête que Raphaël eût donnée à Marie posée sur un cou que Jean Goujon eût donné à Vénus. Et, afin que rien ne manquât à cette ravissante figure, le nez n'était pas beau, il était joli ; ni droit ni courbe, ni italien ni grec ; c'était le nez parisien ; c'est-à-dire quelque chose de spirituel, de fin, d'irrégulier et de pur, qui désespère les peintres et qui charme les poètes. […] Ses yeux étaient d'un bleu céleste et profond, mais dans cet azur voilé il n'y avait encore que le regard d'un enfant ».
Lors de ses promenades quotidiennes avec Jean Valjean au Jardin du Luxembourg, Cosette remarque un beau jeune homme d'une vingtaine d'années, Marius, et ils tombent amoureux un beau jour de juin 1831 sans s'être dit un mot et sans rien connaître l'un de l'autre. Alors Marius s'enhardit jusqu'à les suivre à leur domicile pour découvrir l'identité de sa belle inconnue qu'il présume se nommer « Ursule » après avoir récupéré, un jour, sur le banc du jardin qu'elle venait de quitter, un mouchoir oublié « qui lui parut exhaler des senteurs ineffables », comportant les initiales « U. F. ». Ce qui n'échappe pas à Jean Valjean qui déménage pour aller s'installer dans sa maison de la rue Plumet dans le quartier des Invalides, ce qui fait que Marius perd la trace de Cosette.
C'est grâce à Éponine, la fille aînée des Thénardier, à laquelle il demande en février 1832 de chercher l'adresse de Cosette que Marius retrouve enfin celle-ci à la mi-avril 1832 dans le jardin de la maison de la rue Plumet.
Ce n'est qu'après de nombreuses péripéties (notamment celles, très mouvementées, de juin 1832), que Cosette et Marius se marient en février 1833 au prix du sacrifice de Valjean. Cosette ne découvre la véritable identité de Jean Valjean ainsi que le nom de sa mère que dans les ultimes pages du roman, juste avant que Jean Valjean expire en juin 1833.

## Origine du personnage
Selon Gauthier Langlois le personnage de Cosette pourrait avoir été inspiré par la figure de la proscrite républicaine Louise Julien, décédée à Jersey et dont Victor Hugo prononça l'éloge funèbre en 1853. Les deux femmes, de la même génération, sont le fruit d’une relation adultère entre une pauvre ouvrière et un homme riche plus âgé. Orphelines ou abandonnées, elles ont toutes les deux connu la misère, devant travailler durement pour survivre. 

## Au cinéma et à la télévision
Cosette a notamment été incarnée au cinéma et à la télévision par :
- ?, 1909, version de James Stuart Blackton
- Maria Fromet, 1913, version d'Albert Capellani
- Jewel Carmen, 1917, version de Frank Lloyd
- Sandra Milowanoff, 1925, version d'Henri Fescourt
- Josseline Gaël, 1934, version de Raymond Bernard
- Rochelle Hudson, 1935, version de Richard Boleslawski
- Valentina Cortese, 1947, version de Riccardo Freda
- Debra Paget, 1952, version de Lewis Milestone
- Béatrice Altariba, 1958, version de Jean-Paul Le Chanois
- Sylviane Margollé, 1961, version TV d’Alain Boudet
- Nicole Jamet, 1972, version TV de Marcel Bluwal
- Caroline Langrishe, 1978, version de Glenn Jordan
- Christiane Jean, 1982, version de Robert Hossein
- Valérie De Vulpian (voix), 1992, version animée de Thibaut Chatel[9]
- Claire Danes, 1998, version de Bille August
- Virginie Ledoyen, 2000, version TV de Josée Dayan
- Amanda Seyfried et Isabelle Allen (enfant), 2012, version de Tom Hooper
- Ellie Bamber, 2018, version de Tom Shankland

## Galerie

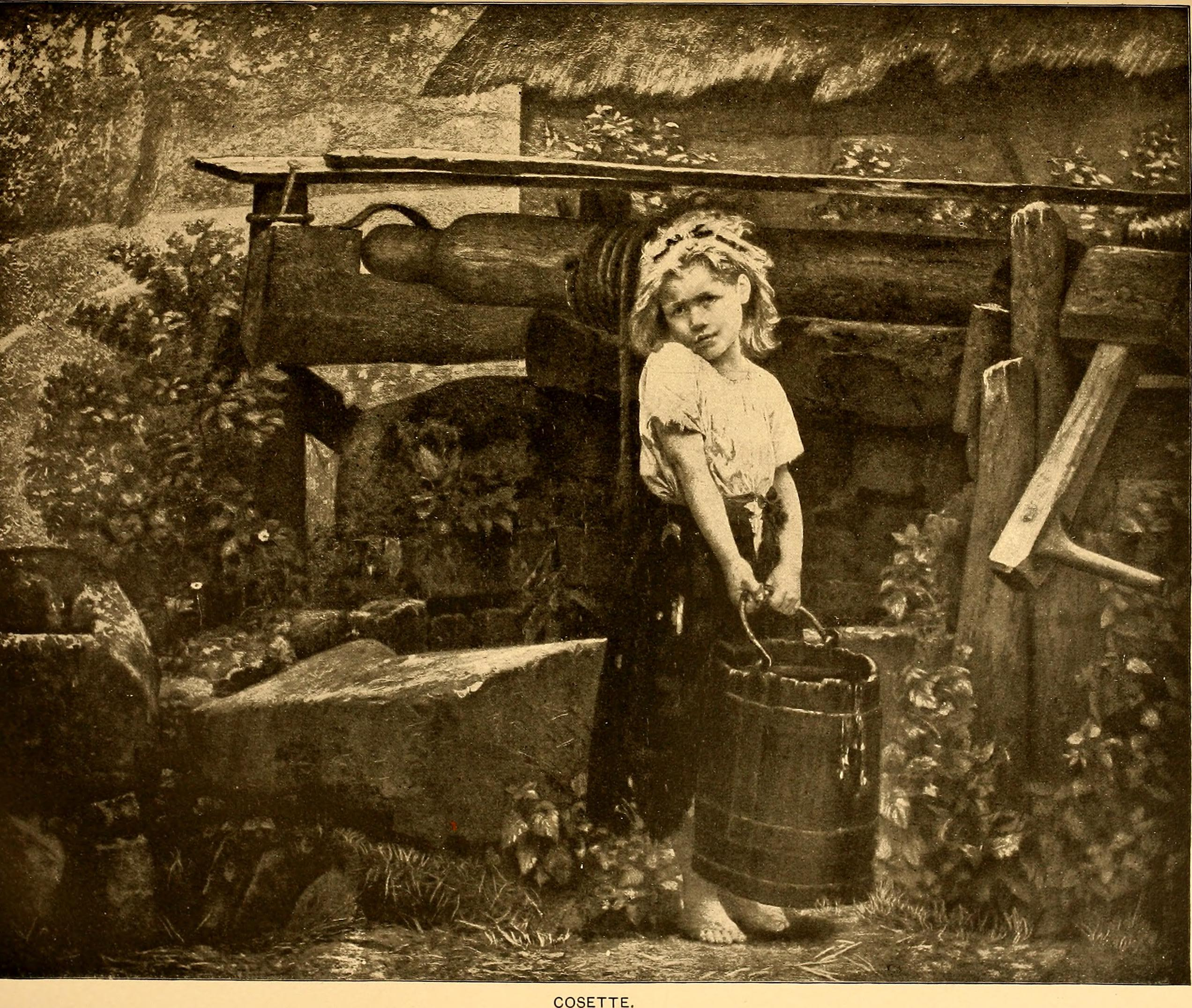
Une image de Cosette, 1892.
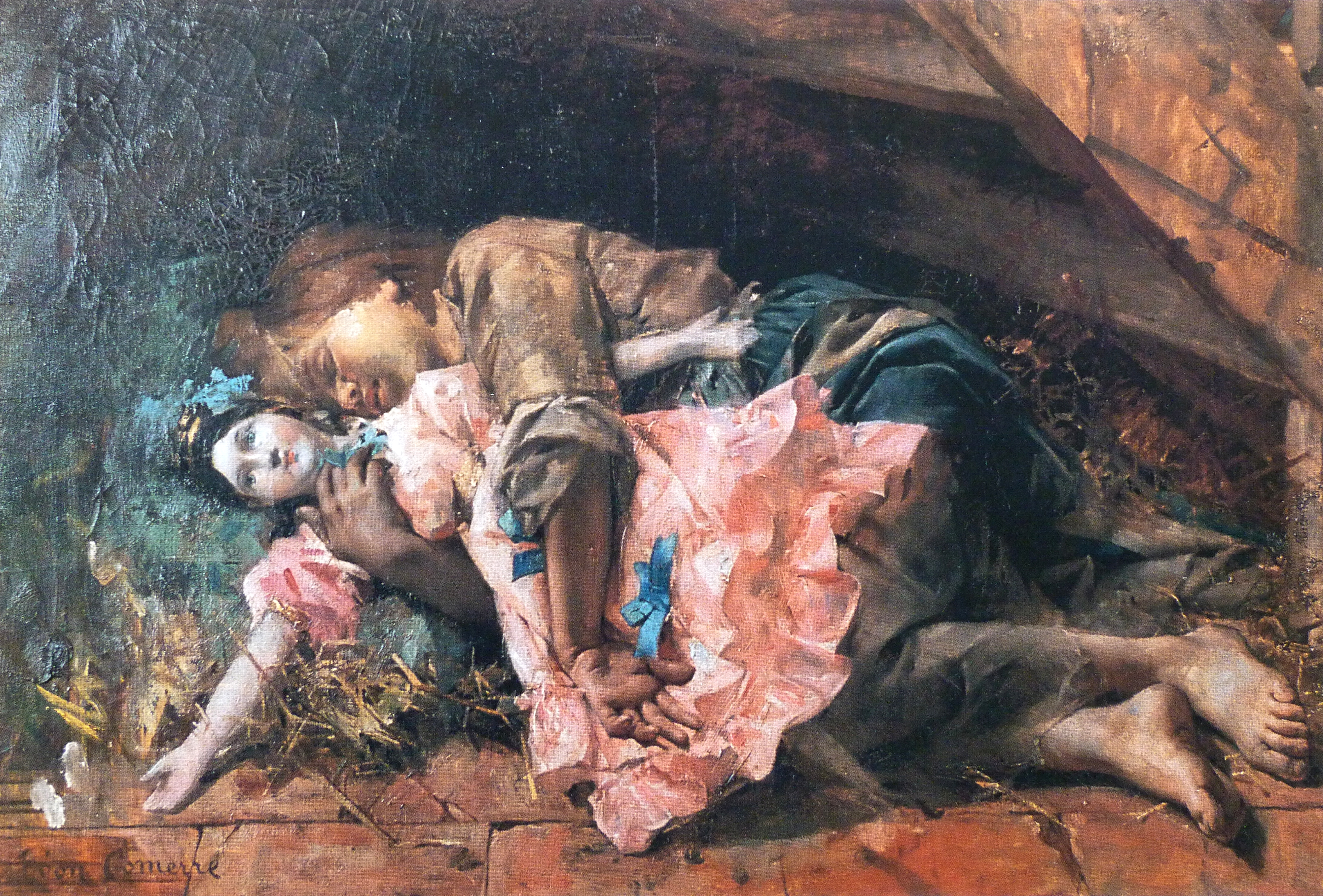
Cosette et sa poupée Catherine offerte par Jean Valjean. Huile sur toile de Léon Comerre.
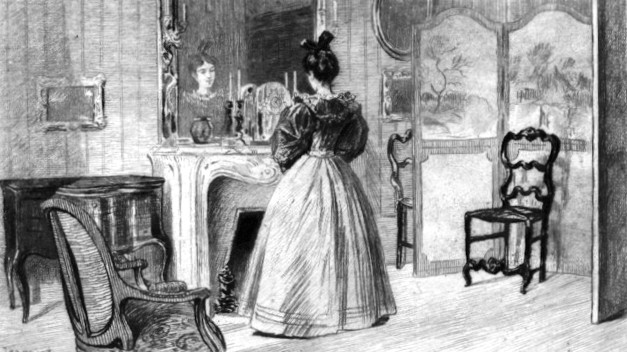
Cosette jeune fille. Illustration de Pierre Georges Jeanniot (1887).
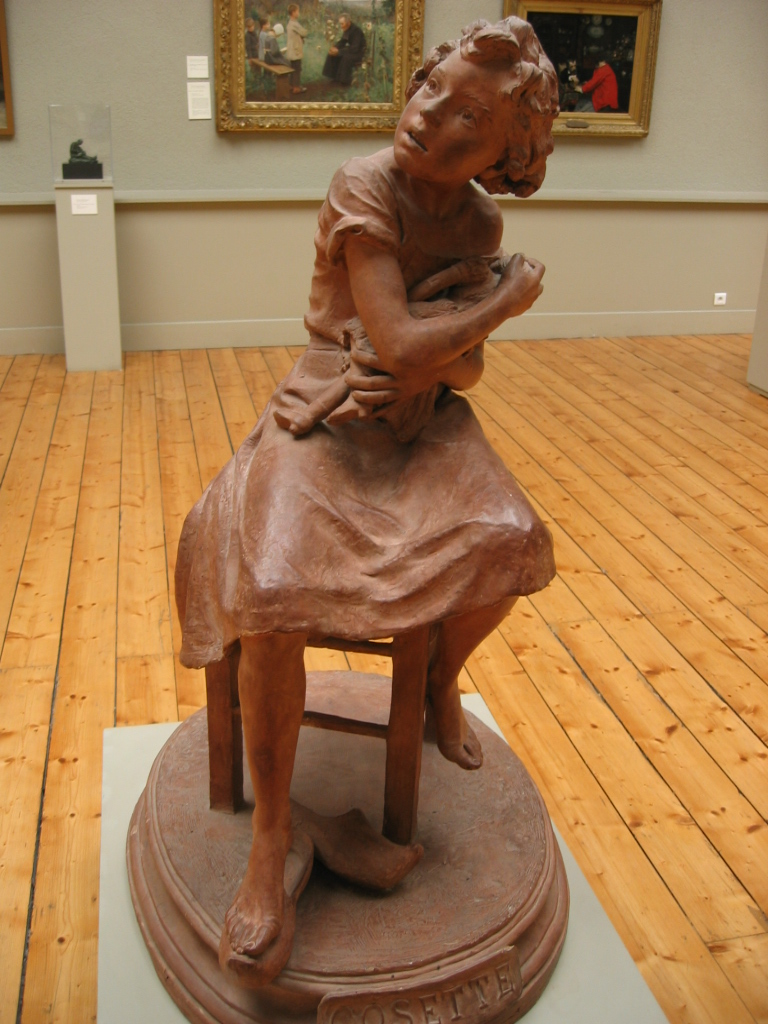
Plâtre patiné de Cosette par Marthe La-Fizeliere-Ritti, musée des beaux-arts de Besançon.
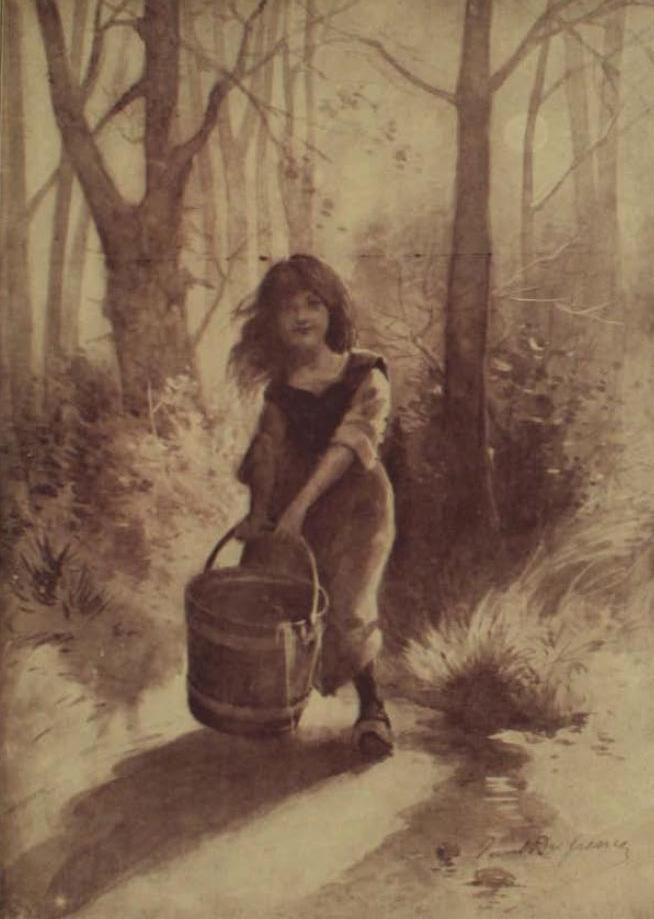
Cosette, par Charles-Paul Dufresne
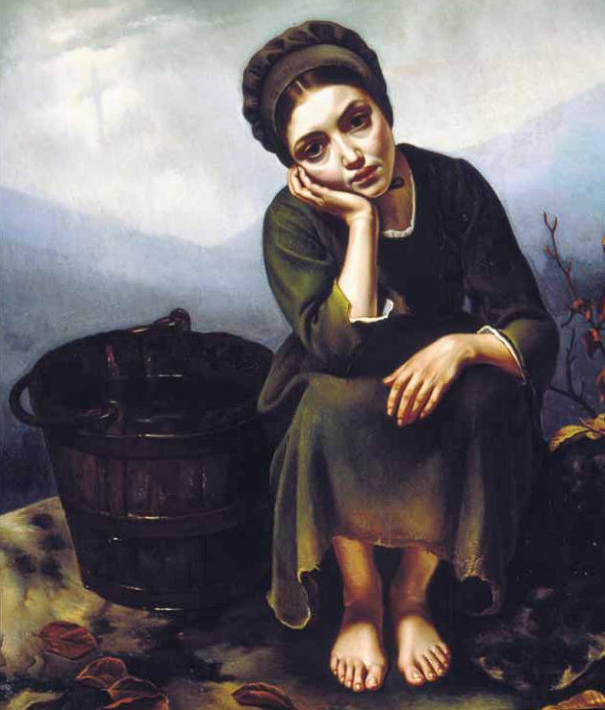
Cosette à la source.